# Retaliate
Retaliate es el álbum debut de la banda estadounidense de deathgrind Misery Index.

## Lista de canciones
| N.º | Título                                                 | Duración |  |
| 1.  | «Retaliate»                                            | 3:28     |  |
| 2.  | «The Lies That Bind»                                   | 2:46     |  |
| 3.  | «The Great Depression»                                 | 2:40     |  |
| 4.  | «Angst Isst Die Seele Auf»                             | 4:16     |  |
| 5.  | «Demand the Impossible»                                | 4:29     |  |
| 6.  | «Order Upheld/Dissent Dissolved»                       | 2:21     |  |
| 7.  | «Servants of Progress»                                 | 2:15     |  |
| 8.  | «The Unbridgeable Chasm»                               | 3:28     |  |
| 9.  | «Bottom Feeders»                                       | 2:06     |  |
| 10. | «History Is Rotten»                                    | 3:31     |  |
| 11. | «Birth of Ignorance» (bonus track, Brutal Truth cover) | 3:49     |  |

## Personal
- Jason Netherton – voz, bajo
- John "Sparky" Voyles – guitarras
- Matt Byers – batería

- Maurizio Iacono – vocals ("Demand the Impossible")

### Créditos
- Pierre Rémillard – Ingeniero de sonido
- Jean-François Dagenais – Producción, mezcla
- Bernard Belley – Masterización
- Mike Harrison – Diseño
- Tim Finn – Fotografía